# Khảo thí viện Trung Hoa Dân Quốc
Khảo thí viện (chữ Hán phồn thể: 考試院; bính âm: Kǎoshì Yuàn; Wade-Giles: K'ao3-shih4 Yüan4) là một trong năm nhánh của chính phủ Trung Hoa Dân Quốc, đảm nhiệm chứng thực tư cách của công chức Đài Loan.
Là nhánh chính phủ đặc biệt theo Tam dân chủ nghĩa của Tôn Trung Sơn, Khảo thí viện có thể so với Văn phòng tuyển chọn nhân viên châu Âu của Liên minh châu Âu hay Xử quản lý nhân sự của Mỹ một cách hồi tố và dựa trên khoa cử Trung Quốc vương triều.

## Lịch sử

### Trung Quốc đại lục

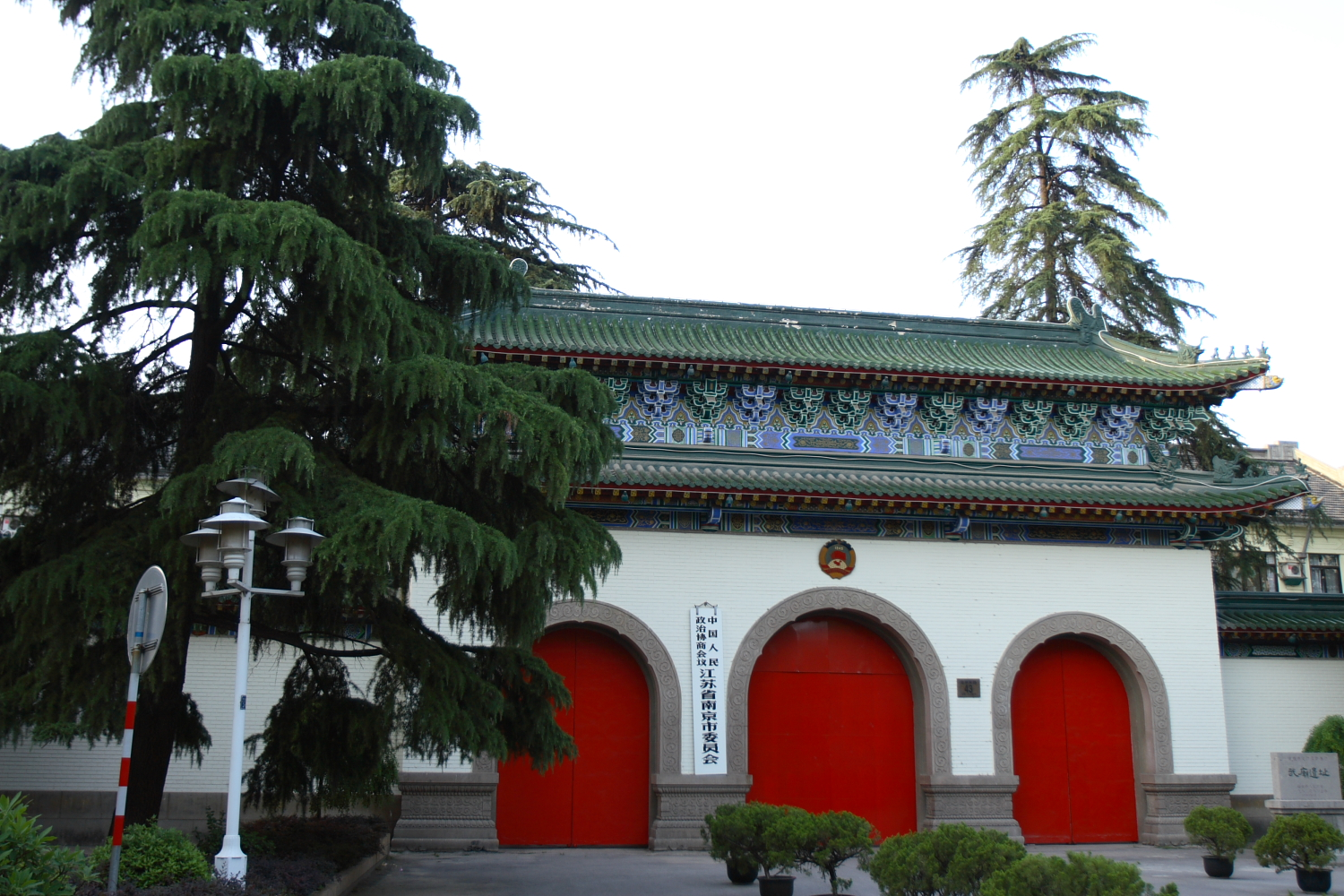
Cựu trụ sở Khảo thí viện ở Nam Kinh

Sau khi cuộc Bắc phạt kết thúc năm 1928, chính phủ Quốc dân thành lập văn phòng chuẩn bị của Khảo thí viện vào tháng 10 năm 1928, lúc luật tổ chức ban hành, tháng 5 năm 1929 trụ sở Khảo thí viện khai trương ở Đền thờ nhạc vương tại Nam Kinh. Tháng 1 năm 1930, Khảo thí viện cùng hai cơ quan trực thuộc, Hội đồng khảo tuyển và Thuyện tự bộ, chính thức thành lập, tháng 12 năm 1937 trụ sở tạm thời dời về Trùng Khánh trong Chiến tranh Trung-Nhật, sau khi Đệ nhị thế chiến kết thúc năm 1945 thì quay về Nam Kinh.

### Đài Loan
Tháng 1 năm 1950, trụ sở tạm thời dời về Đền thờ Khổng tử Đài Bắc ở Đài Loan sau Nội chiến quốc cộng, tháng 12 năm 1951 chuyển đến Mộc Sách, Đài Bắc, tháng 3 năm 1990 trụ sở hiện tại khai trương và năm 2019 số thành viên Khảo thí viện giảm từ 19 xuống 7 đến 9.

## Cơ cấu tổ chức
- Tham sự
- Bí thư xứ
- Tổ thứ nhất
- Tổ thứ hai
- Tổ thứ ba
- Biên toản thất
- Tư tấn thất
- Cơ yếu thất
- Nhân sự thất
- Thẩm kế thất
- Thống kê thất
- Chính phong thất
- Ủy ban thẩm nghị thỉnh nguyện
- Ủy ban pháp quy
- Ủy ban nghiên cứu phát triển[4]

### Bộ
- Khảo tuyển bộ
- Thuyên tự bộ

### Ủy ban
- Ủy ban bồi huấn và bảo chướng công chức
- Ủy ban giám lý quỹ phủ tuất thối hưu công chức

## Đường dẫn ngoài
- Khảo thí viện Lưu trữ ngày 2 tháng 3 năm 2009 tại Wayback Machine